# Enrico Panzacchi

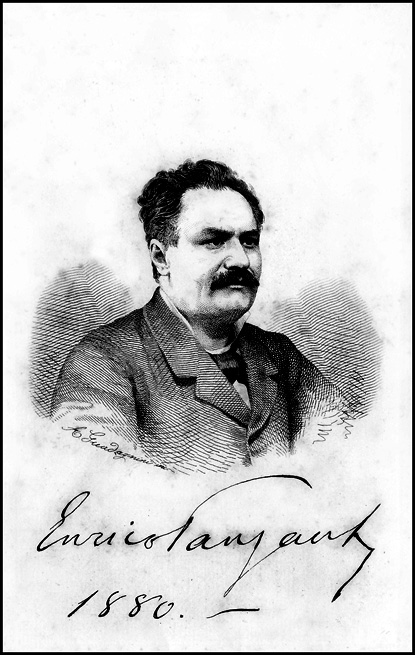
Enrico Panzacchi.

Enrico Panzacchi, född den 16 december 1840, död den 5 oktober 1904 i Bologna, var en italiensk författare 
och kritiker.
Panzacchi började med att studera juridik, men övergick till filologi och estetik, blev 1867 lärare vid lyceet i Bologna, 
1871 professor vid Akademien för de fria konsterna där, senare direktör för samma akademi och slutade som professor i estetik och konsthistoria vid universitetet i Bologna. Panzacchi var en av Carduccis vapendragare och rådgivare och tillhörde särskilt som kritiker dennes skola. Till sin åskådning var Panzacchi idealist och fiende till dekadenterna och veristerna. Det vilade något verkligt djupt poetiskt över hans diktning, som är fylld av vackra naturstämningar och en stark musikalisk känsla och ofta närmar sig den äkta folkdiktningstonen. Panzacchi var diktare, novellist, kritiker, talare och tidningsman, och med sina uppsatser inom det musikaliska området kämpade han för wagnerismens anammande i Verdis hemland.
Följande arbeten av honom är att nämna: Lyrica, romanze e canzone (1877), Teste quadro, saggi critici (1881), Racconti e liriche (1882), A mezza macchia (1884), Racconti incredibili e credibili (1885), Critica spicciola (1886), Nuove liriche (1888), I miei racconti (1889), Poesie (1894), samlade dikter, Nel mondo della musica: impressioni e ricordi (1895), Saggi critici (1896), Nel campo deir arte, assaggi di critica (1897), Rime novelle (1898), Morti e viventi (samma år), Conferenze e discorsi 
(samma år), Vårte nel secolo XIX (1901), Cor sincerum, nuove liriche (1902). Han försökte sig utan vidare framgång även som dramatiker.